# Laserdisc
LaserDisc (LD) – pierwszy komercyjnie dostępny dysk optyczny, opracowany i wprowadzony na rynek w latach 70. XX wieku. Średnica dysku: najczęściej 12 cali (30 cm) – czas odtwarzania 60 minut (w trybie longplay 2 godziny), również 8 cali (20 cm) – czas odtwarzania 20 minut (w trybie longplay 40 minut). Zapis sygnału wizyjnego był analogowy, a dźwięku – analogowy bądź cyfrowy. Płyty były dwustronne.

## Użycie w komputerach
Opracowano format, LV-ROM. Jego najbardziej znanym wykorzystaniem jest BBC Domesday Project, który miał za zadanie zgromadzenie informacji o każdej siatce (wytyczonym kwadracie) obszaru terytorium Wielkiej Brytanii według stanu zebranego między 1984 a 1986 rokiem. Zapis był analogowy, a pojedynczy dysk zawierał maksymalnie 324 megabajty danych lub 54000 obrazków. Komputerem, którego używano, był BBC Master, podłączony przez interfejs SCSI-1 do napędu LaserDisc Philips AIV VP415.
Następnym (znacznie popularniejszym) formatem był LD-ROM opracowany dla Pioneera, konsoli LaserActive. Cały system był jednocześnie odtwarzaczem CD, odtwarzaczem LaserDisc i konsolą multiplatformową.

## Konsole
Mało znanym faktem jest istnienie konsol opartych na LaserDisc. Przykładowym modelem może być Halcyon. Konsola, dzięki wykorzystaniu przede wszystkim odtwarzania z „płyt” LaserDisc, mimo procesora Z80 mogła zaoferować grafikę na poziomie telewizyjnej (dzięki między innymi komunikacji z odtwarzaczami LaserDisc). Inna – LaserActive, dodatkowo odtwarza tytuły zgodne z Sega CD. Istnieją emulatory konsoli LaserActive.
Dyski LD zostały także zastosowane w niektórych automatach z grami.